# 土拉河
48°56′50″N 104°48′0″E / 48.94722°N 104.80000°E
土拉河，铁勒、突厥语称獨洛河，是蒙古國中北部的一條河流。全長704公里，流域面積49840平方公里。

## 地理
土拉河發源於肯特山汗肯特嚴格保護區，並在首都烏蘭巴托南面流過。它是鄂爾渾河的支流，並經色楞格河流入貝加爾湖。是流入北冰洋的葉尼塞河系統的一部份。另外這條河也經過哈斯台國家公園。
沿岸以柳樹為主，河中還有稀有的鱘魚。河流通常在每年11月中旬至次年4月中旬結冰。
由於烏蘭巴托的生活廢水和扎馬爾縣的金礦礦渣的流入，以及沿岸人口增加的原因，本河正受到污染的威脅。
2014年，從該河取水量接近1億立方米，用於生活、畜牧、農田和工業用途，使其成為蒙古使用量最大的河流。

## 流域

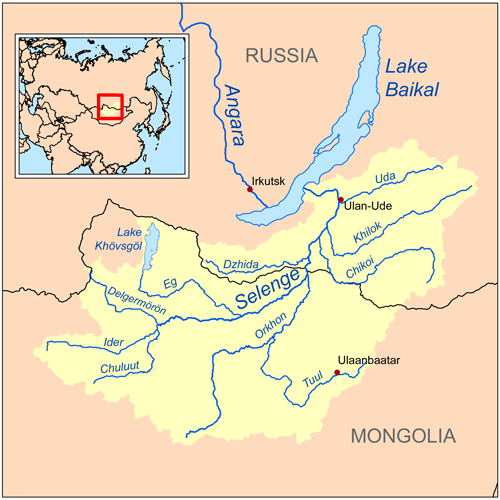
色楞格河流域（黄色）：
Selenge：色楞格河
Angara：安加拉河
Chikoi (Chikoy)：楚库河
Chuluut：楚魯特河
Delgermoron：德勒格尔木伦河（德勒格尔河）
Dzhida：吉达河
Eg (Egiin)：额金河
Ider：伊德尔河
Khilok：希洛克河
Orkhon：鄂尔浑河
Tuul：土拉河
Uda：乌达河
Ulan-Ude：乌兰乌德